# ラド (南スーダン)
ラド(Lado)とは、南スーダンのジュベク州に属す都市である。
白ナイル川西岸にある南スーダン中央エクアトリア州にある小さな集落。ジュバ北に位置している。

## 歴史
イギリスはケープタウンからカイロ間の鉄道計画から1894年にコンゴ東部のアルバート湖とタンガニーカ湖の間の狭い領土と交換するようコンゴ自由国と交渉した。イギリスと、コンゴ自由国の主権者であるベルギー王レオポルド2世との間で、イギリス・コンゴ条約が締結され、イギリスはこの地域をコンゴ自由国のレオポルド2世に租借として賃貸した。この結果、ラド飛び地として、コンゴ自由国や、後のベルギー領コンゴの飛び地の領土となった。コンゴ自由国の戦略上重要な飛び地であったが、レオポルド2世が死に飛び地内で内乱が起き、不安定化した為、1910年に英埃領スーダンに属すようになった。それから、スーダンとして独立し、現在は、南スーダンの都市となった。
ゴードン将軍が1874年にエジプトの赤道州の知事に任命されたとき、彼は首都をゴンドコロ（Gondokoro）からより健康的な気候のラドに移した。
1878年、エミン・パシャは赤道州のベイに任命されてからその後名目上はエジプトの支配下にあり、ラドに拠点を置いていたがある時点で、集落はラド飛び地の首都であったが、ロシアの探検家ウィルヘルム・ユンカーはアフリカを旅し、1884年にラドに滞在。レンガ造りの建物とすっきりとした通りについて褒めたたえた言葉を残す

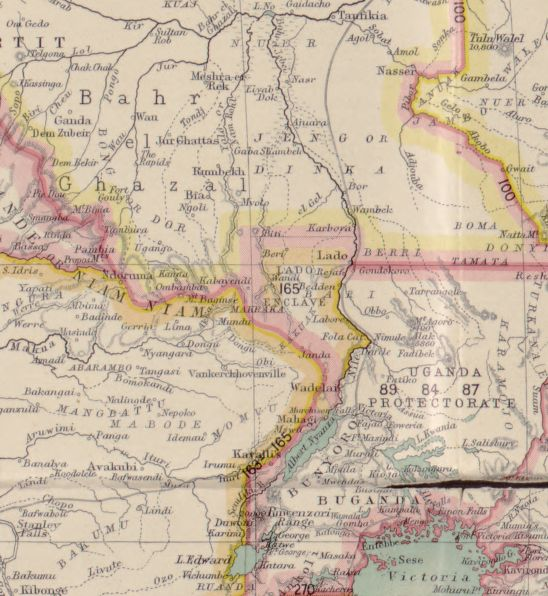
白ナイル川の西岸にあるラドの位置を示すラド飛び地の地図。ラド(中央の桃色部分)とその周辺
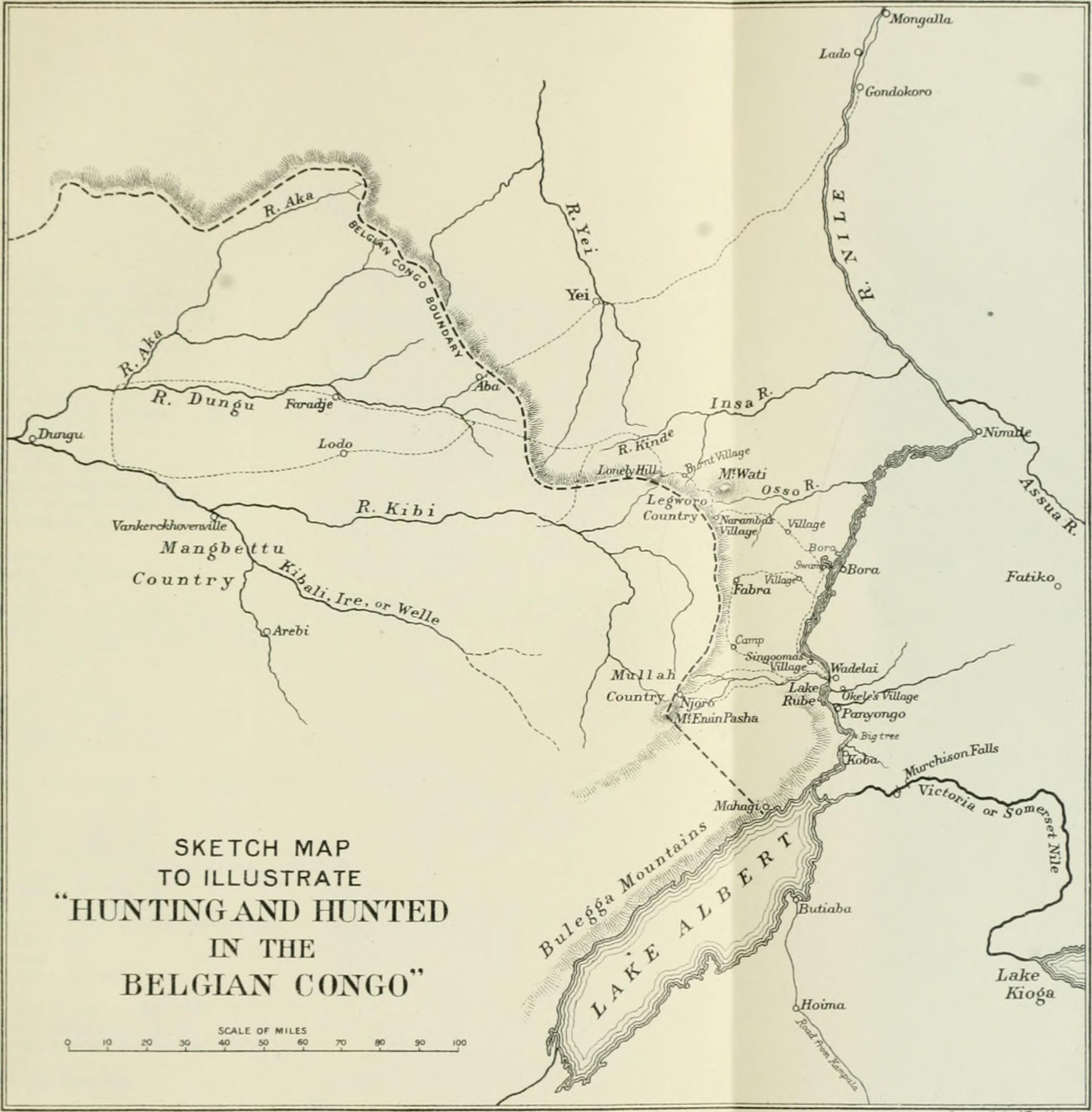
ゴンドコロとモンガラの中間にあるラドを示す地図

## ソース
- ミドルトン、J。（1971）「アフリカの植民地主義におけるルグバラの間の植民地支配」、1870-1960、vol。 3。 、（編ターナー、V。）、ケンブリッジ大学出版局：ケンブリッジ。ISBN 0521-07844-XISBN 0521-07844-X 。